# Felix Eulenburg
Felix Eulenburg (* 13. Juli 1881 in Greifswald, Königreich Preußen; † 8. März 1910 in Berlin) war ein deutscher Tier- und Genremaler.

## Leben

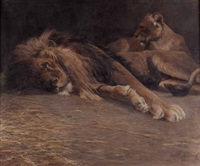
Ruhendes Löwenpaar

Eulenburg war Schüler der Berliner Akademie. Er lebte in Berlin und Düsseldorf. In Düsseldorf war er Mitglied des Künstlervereins Malkasten. 1901, 1903 und 1907 stellte er auf der Großen Berliner Kunstausstellung aus.